# 凱撒·亞古沙
凱撒·普拉·亞古沙（Julius Pongla Akosah，1982年10月16日—），生於喀麥隆，喀麥隆裔香港足球運動員，司職前鋒，於2009年12月在港連續定居7年後獲香港代表隊徵召，並在第32屆省港盃首回合即梅開二度，可是他在其全盛時期都遲遲未能取得香港特區護照，始終與國際A級賽緣慳一面，現時效力香港乙組聯賽球會九龍城區體育會。

## 球會生涯
亞古沙生於喀麥隆，早年離開祖家時目的到德國乙組落班，不過其經理人說有機會帶他到中國，結果他以香港為踏腳石。2002年，他加盟甲組球會流浪。
一個球季後，亞古沙轉投晨曦。2004–05球季，晨曦囊括香港全部四項主要足球賽事，亞古沙為重要一員。
2009年7月，他重返甲組球會晨曦，直到球季結束。約滿前他一度行蹤不明失去聯絡，他回港後曾嘗試回晨曦參與操練但遭拒，結果他於8月5日嘗試轉向前球會流浪尋求落班機會，但又因為護照問題而不成功。

### 印尼聯賽
由於未能夠在港落班，驅使亞古沙離開香港發展。他於2010年7月加盟印尼超級聯賽首都球會佩斯查，可是當時亞古沙遲遲都未獲發香港特區護照，加上球會外援名額又滿，讓佩斯查只好外借他到東加里萬丹島球會邦唐。10月28日，他在作客紐卡斯爾阿伯丁的聯賽獲正選登場，並貢獻一助攻，協助球會以1–1迫和對手。11月14日，亞古沙在作客傑帕拉首度踢足全場，可惜他在邦唐表現普通，上陣7場只錄得2球進帳，加上他遲遲未轉籍香港，不能以亞洲外援身份註冊，結果他半季租借期完結後就遭到佩斯查放棄。

### 重返香港
2011年10月，他以自由身重返晨曦，
2012年1月，他轉會至地區球會屯門，可是他於球季結束後遭到放棄。同年9月重返流浪。
2013年6月8日，升班馬愉園體育會總監鄺曉明表示簽入亞古沙。

## 國際賽生涯
亞古沙效力晨曦時曾喀麥隆國家奧運隊徵召，可是他當時要為晨曦踢一場很重要的比賽，結果他返到喀麥隆後，球隊已經飛到法國集訓，而喀麥隆足總指他過了期限才回祖國集訓，更拒絕負責他的旅費，結果他在一課操練也沒參與過後回港。
其後他在2005年亞協盃賽事中為晨曦錄得7球進帳，優異的表現受到喀麥隆國家隊的注意，並徵召他進入2006年非洲國家盃的集訓隊，但他最終未能夠躋身最後參賽名單，與伊度奧等球星同場作賽。
2009年12月，亞古沙於港居於七年後雖然仍未能取得香港特區護照，但他獲香港隊徵召參與第32屆省港盃。他在12月29日的首回合賽事中首度為香港登場即梅開二度，協助香港以2–1擊敗廣東隊，可是他於2010年1月2日作客肇慶的次回合賽事中因兩黃一紅被驅逐出場，最終香港總比數輸2–3。
同年，他雖然入選備戰2010年東亞足球錦標賽決賽周的香港隊集訓名單，但由於辦理香港特區護照需時，最終未有批出，因而落選參賽名單，始終與國際A級賽緣慳一面。

## 榮譽
晨曦
- 香港甲組足球聯賽冠軍（2003–04、2004–05季度）
- 香港聯賽盃冠軍（2003–04、2004–05季度）
- 香港高級組銀牌冠軍（2009–10季度）
- 香港足總盃冠軍（2004–05、2005–06季度）

傑志
- 香港聯賽盃冠軍（2006–07季度）

個人
- 香港甲組足球聯賽 神射手（2003–04季度）
- 香港高級銀牌 神射手（2003–04季度）
- 香港足總盃 神射手（2003–04季度）

## 外部連結
- 香港足總網頁球員註冊資料（页面存档备份，存于）